# 钩毛树科
钩毛树科也叫钩毛叶科，只有1属1种—钩毛树，生长在非洲的索马里、埃塞俄比亚山区以及亚洲的阿拉伯半岛，是一种小乔木，单叶对生。
1981年的克朗奎斯特分类法将其列在荨麻目，1998年根据基因亲缘关系分类的APG 分类法认为应该分在蔷薇目中。